# Coalición Regionalista Verde
La Coalición Regionalista Verde fue un pacto electoral chileno que agrupaba a los partidos Democracia Regional Patagónica (DRP) y Federación Regionalista Verde Social (FREVS), además de diversos movimientos políticos e independientes, para las elecciones parlamentarias y de consejeros regionales de 2017.

## Historia
La coalición fue inscrita ante el Servicio Electoral el 16 de agosto de 2017. Semanas antes se había planteado la inclusión del partido País, pero este terminó formando un pacto con el Partido Progresista.
El pacto logró elegir cuatro diputados, todos ellos militantes o independientes apoyados por la FREVS.
Para la elección presidencial, las colectividades decidieron no proclamar a ningún candidato y dejaron a sus militantes con "libertad de acción".
Tras las elecciones, Democracia Regional Patagónica fue disuelto por no alcanzar la cantidad de votos mínimos exigidos por la ley y se fusionó con el Partido Regionalista Independiente (PRI) para formar el Partido Regionalista Independiente Demócrata, que era parte de Chile Vamos. La Federación Regionalista Verde Social se sumó al pacto Unidad para el Cambio.

## Composición
Estuvo conformada por Democracia Regional Patagónica y Federación Regionalista Verde Social, partidos regionalistas que se encontraban inscritos en diversas zonas del país. 
Los líderes de los partidos que conforman la coalición al momento de formación eran:
| Partido                              | Presidente    |
| ------------------------------------ | ------------- |
| Democracia Regional Patagónica       | Elson Bórquez |
| Federación Regionalista Verde Social | Jaime Mulet   |

## Resultados electorales

### Elecciones parlamentarias
|  | 1,92 % |

|  | 0,17 % |

### Elecciones de consejeros regionales
| Elección | Votos  | % de votos      | Escaños |
| -------- | ------ | --------------- | ------- |
| 2017     | 84 424 | \| \| 1,45 % \| | 2/278   |
|          | 1,45 % |                 |         |